# Солець-над-Віслою
Солець-над-Віслою (пол. Solec nad Wisłą) — місто в Польщі, у гміні Солець-над-Віслою Ліпського повіту Мазовецького воєводства.
Населення — 965 осіб (2011).
У 1975-1998 роках село належало до Радомського воєводства.
1 січня 2021 року набуло міських прав.

## Демографія
Демографічна структура станом на 31 березня 2011 року:
|          | Загалом | Допрацездатний вік | Працездатний вік | Постпрацездатний вік |
| -------- | ------- | ------------------ | ---------------- | -------------------- |
| Чоловіки | 446     | 88                 | 297              | 61                   |
| Жінки    | 519     | 105                | 276              | 138                  |
| Разом    | 965     | 193                | 573              | 199                  |